# 東前豊
東 前豊（ひがし　まえとよ、1893年（明治26年）8月6日 - 1974年（昭和49年）5月6日）は、日本の政治家。岐阜市長。
戦後の地方自治法による公選で選ばれた、最初の岐阜市長である。

## 略歴
鹿児島県大島郡知名村（現在の知名町）出身。鹿児島県師範学校（現鹿児島大学）を経て1918年（大正7年）広島高等師範学校（現広島大学）地歴科を卒業し、岐阜県師範学校教諭・訓導となった。1923年（大正12年）京都帝国大学（現京都大学）経済学部選科修了。その後、高知県師範学校教諭、熊本県立人吉高等女学校教諭を歴任した。1930年（昭和5年）に岐阜市視学・学務兵事課長に就任した。
1932年（昭和7年）から1946年（昭和21年）1月まで岐阜市助役を務めた後、辞職。同年4月、第22回衆議院議員総選挙に岐阜選挙区より日本自由党から立候補するが落選した。
長年岐阜市の助役を務めていた実績から松尾国松市長から後継者に指名され、1947年（昭和22年）戦後最初の岐阜市長選挙に松尾国松支持者や日本社会党等の支援を受けて立候補し、対立候補の元岐阜市水道部長（日本自由党や新興財閥等が支援）を破り初当選（公選初代）。以後2期8年市長を務めた。また、同年6月から11月には初代全国市長会会長となっている。
岐阜市長としての実績は、岐阜空襲などの戦災で大きな被害を受けた市の復興に尽くした他、 新制岐阜薬科大学、岐阜短期大学の開校。岐阜競輪場の開設などがある。また、市町村合併として、在任中に岩野田村、黒野村、方県村、茜部村、鶉村、市橋村、七郷村、西郷村、岩村との合併を行い、鏡島村、厚見村との合併を決定している。
1971年（昭和46年）に岐阜市名誉市民となった。